# Lasiophanes cristulatus
Lasiophanes cristulatus är en skalbaggsart som beskrevs av Aurivillius 1916. Lasiophanes cristulatus ingår i släktet Lasiophanes och familjen långhorningar.
Artens utbredningsområde är Laos. Inga underarter finns listade i Catalogue of Life.